# Бернард Барелсон
Бернард Рубин Барелсон (на английски: Bernard Reuben Berelson) е американски учен в областта на бихейвиоризма, социолог, демограф и политолог, известен с работата си свързана с масмедиите и комуникациите. Той е и един от основателите на Центъра за академични изследвания в поведенческите науки в Станфорд, Калифорния.

## Биография
Барелсон е роден на 2 юни 1912 г. в Спокан, Вашингтон. Завършва колежа Уитман през 1934 г., Вашингтонски университет (бакалавър 1936 г. и магистър 1937 г.) и Чикагския университет (докторантура през 1941 г.) И двете му научни академични степени са по библиотечни науки и работи като професор по библиотечна наука и декан на университетската библиотека в Чикагския университет, докато не се присъединява към екипа на фондация Форд през 1951 г.
По време на Втората световна война, Барелсон анализира германското поведение и обществено мнение, работейки за Службата за външно разузнаване (FBIS), която по това време е филиал на Службата за военна информация (OWI). През 1944 г. той става директор проекти към Бюрото за приложни социални изследвания в Колумбийския университет, тогава управляван от основателя му, Пол Ф. Лазарфелд. Докато е в Бюрото, Барелсон участва в изследването на окръг Ери за президентските избори през 1940 г. и пише The People's Choice (съавтор с Пол Ф. Лазарфелд и Хазал Гаудет, 1944 г.). Други проекти на Барелсон от този период са Reader in public opinion and communication  (редактирано с Морис Яновиц, 1950 г.) и текст за анализ на съдържанието (1952 г.). Книгите му се използват с академична цел.
През 1951 г. Барелсон се присъединява към екипа на фондацията Форд в Пасадена, Калифорния, като директор на програмата за поведенчески науки. Докато служи във фондацията, Барелсон участва в анализа на резултатите от президентските избори през 1948 г. По-рано той работи като окръжен директор на изследователска група, проучваща населението на Елмира, Ню Йорк във връзка с изборите и става водещ автор на книгата Voting: A Study Of Opinion Formation in a Presidential Campaign (1954). Освен участието си в анализа на резултатите и писането на книгата, Барелсон създава опис на констатациите от гласуването, които са важно допълнение към книгата и пише важна глава относно значението на процеса на гласуване за демокрацията. В нея той разглежда проблема за неквалифицираните гласоподаватели, определя разбиранията им за политическа реалност като грешни и ги смята за лесно уязвими от социални влияния. В съвкупността от тези повърхностно дадени гласове, той открива едно от значенията на демократичното общество. Избирателната система, отбелязва той, трябва да постига баланс между пълната политическа война между сегментите на обществото и пълното политическо безразличие към груповите интереси на това общество – изискване, което означава, че демокрацията поставя различни изисквания за различните индивиди.
През 1961 г. Съветът за населението предлага на Барелсон да оглави нова научноизследователска програма по комуникациите в седалището му в Ню Йорк. През 1963 г. е назначен за вицепрезидент на Съвета, през 1968 г. става президент до 1974 г., а от 1974 г. е избран за почетен президент и старши научен сътрудник. Работата му със Съвета за населението включва първото периодично публикуване на резултати от проучванията за семейно планиране. По време на председателството му Съветът разширява дейността си и увеличава годишните си разходи от $ 10,2 милиона до $ 15,6 милиона . Получава признание за изследванията и приноса си, както и за дейността си като старши държавен служител в областта на чуждестранното население.
Барелсон пише или редактира 12 книги в областта на социалните и поведенческите науки, и публикува около 90 статии. Той е в челните редици на социалните учени, които се интересуват от етичните и ценностните последици от тяхната работа. Доказателство за това е последната му публикация, представляваща дълго есе по етичните въпроси, които са свързани с усилията на правителството да оказват въздействие върху раждаемостта .
Кариерата на Барелсон показва, че ориентацията към емпиричен бихейвиоризъм от страна на един учен, който в много отношения е интелектуалният баща на поведенческите науки в САЩ, не е никак несъвместима с ориентация към политики и програми (т.е. към подобряване на света) или към моралната позиция, че знанието трябва да се ползва внимателно.

## Трудове
- What Reading Does to People. A Summary of Evidence on the Social Effects of Reading and a Statement of Problems for Research. (1940), with Douglas Waples and Franklyn R. Bradshow
- The People's Choice (1944) with Paul F. Lazarsfeld and Hazel Gaudet
- Reader in Public Opinion and Communication (1950) with Morris Janowitz
- Content Analysis in Communication Research (1952) – първият учебник по анализ на съдържанието
- Voting: a study of opinion formation in a presidential campaign with Paul F. Lazarsfeld and William N. McPhee (1954)
- The Behavioral Sciences Today (1963)
- Human Behavior: An Inventory of Scientific Findings (1964) with Gary Steiner
- Geneva, 1965. Family planning and population programs. A review of world developments
- National Programmes in Family Planning. Achievements and Problems. (1969)
- Graduate Education in the United States
- The Great Debate on Cultural Democracy[5], в него Барелсон коментира конфронтацията между теоретиците на масовото общество и изследователите на медийната индустрия.